# Lachamp-Raphaël
Lachamp-Raphaël ist eine französische Gemeinde mit 66 Einwohnern (Stand 1. Januar 2022) im Département Ardèche. Sie ist Teil des Regionalen Naturparks Monts d’Ardèche.
| Jahr                       | 1962 | 1968 | 1975 | 1982 | 1990 | 1999 | 2007 | 2016 |
| -------------------------- | ---- | ---- | ---- | ---- | ---- | ---- | ---- | ---- |
| Einwohner                  | 189  | 227  | 184  | 157  | 115  | 117  | 89   | 60   |
| Quellen: Cassini und INSEE |      |      |      |      |      |      |      |      |

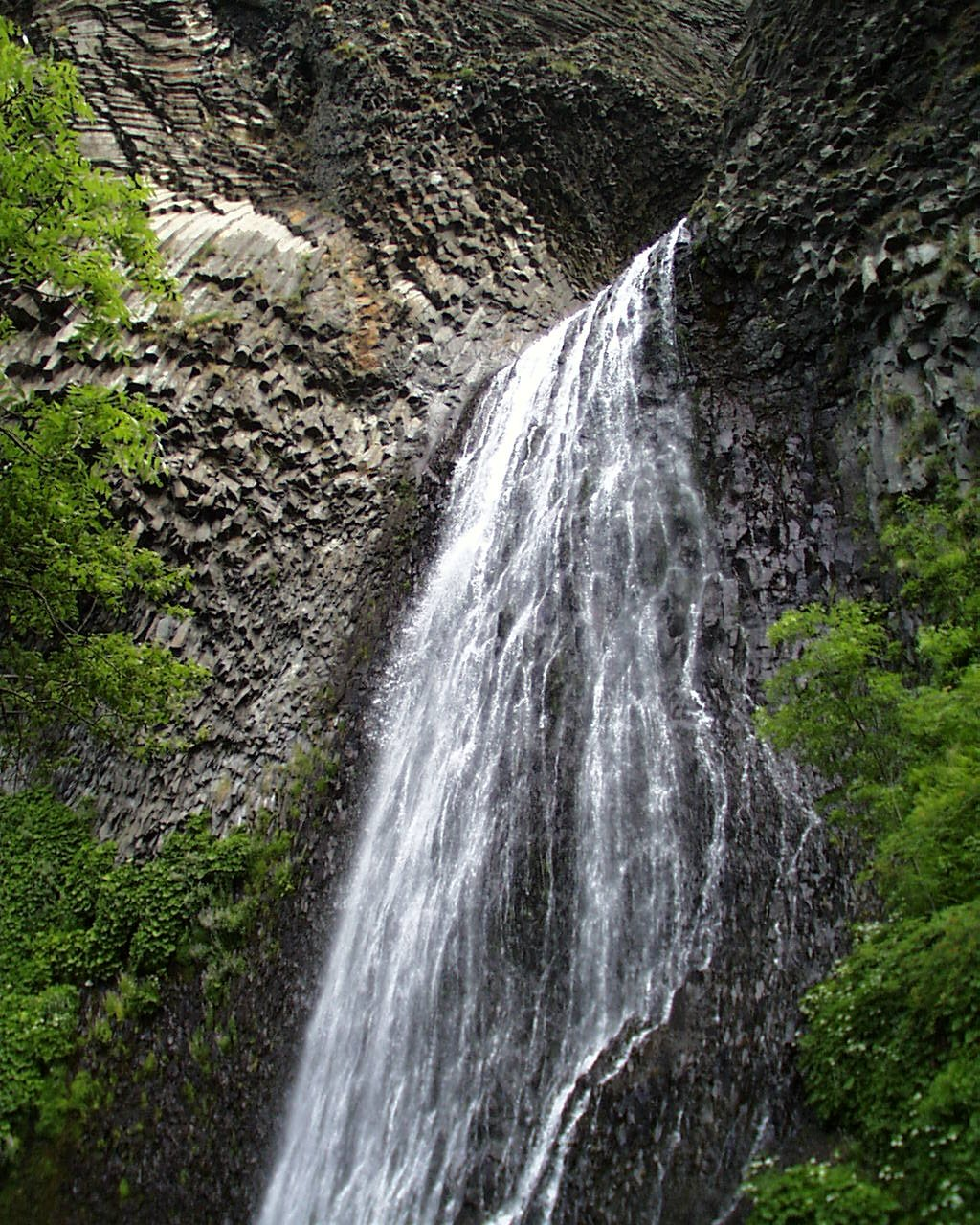
Die Kaskaden von Ray Pic liegen auf dem Gebiet der Gemeinde
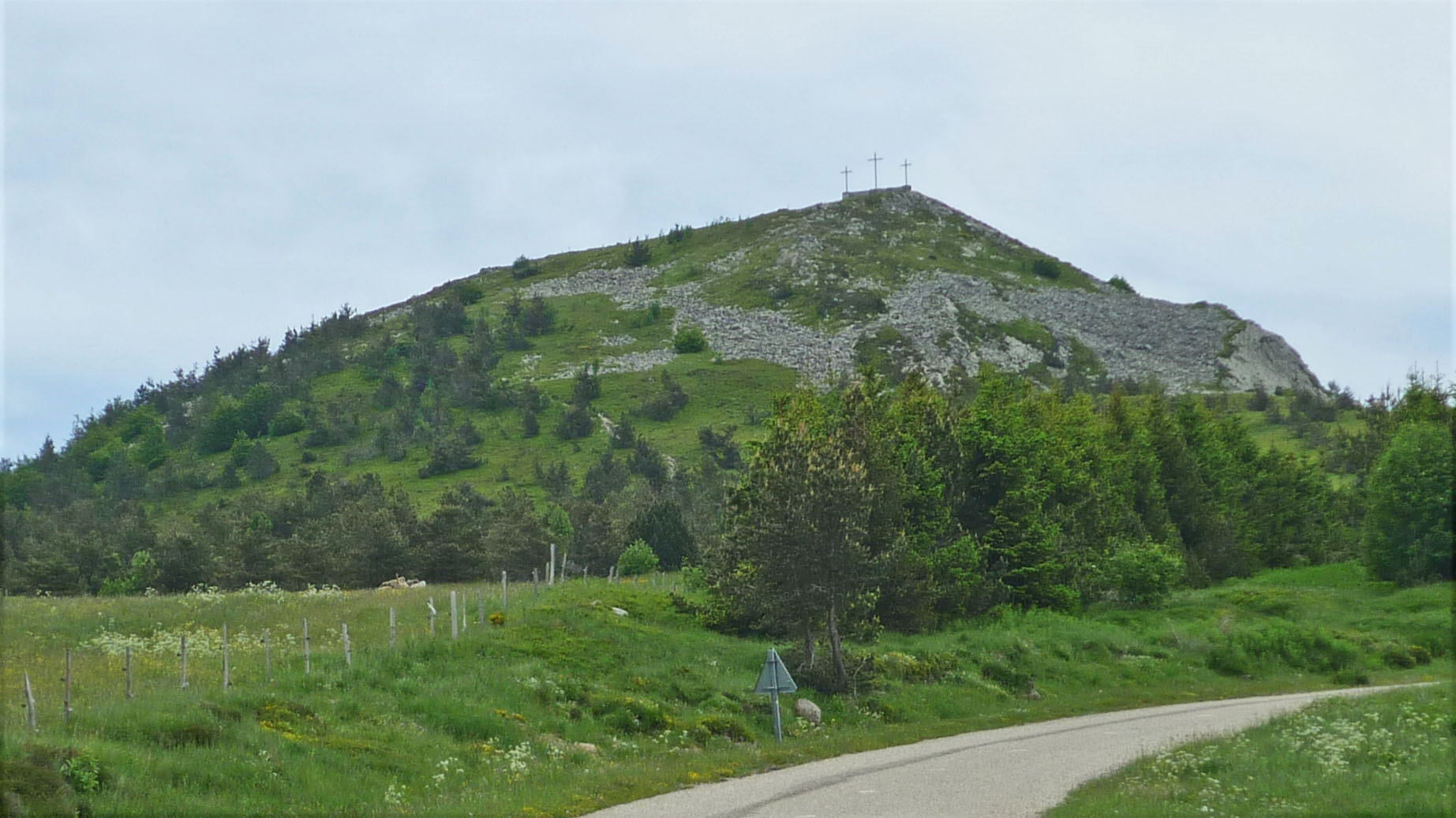
Blick auf den Suc de Montivernoux (1441 m) auf dem Gebiet der Gemeinde